# Ван Кэньтан
Ван Кэньта́н (кит. 王肯堂, 1549 — 1613) — китайский врач, поэт, историк, каллиграф и государственный служащий времен империи Мин, представитель школы так называемых «эклектиков».

## Биография
Происходил из рода высшей чиновничьей бюрократии. Его дед Ван Гао и отец Ван Цяо занимали высокие должности в государственном управлении. Получил домашнее образование, заинтересовался медициной во время болезни матери. С успехом сдал императорский экзамен в 1589 году, после чего назначается председателем императорского академии Ханьлинь.
Во время войны с японскими пиратами неоднократно подавал свои предложения относительно более активной борьбы с ними, но все они были отклонены. Тогда Ван в 1592 году уволился со службы, перебрался в родной город, где начал врачебную практику.

## Творчество
Известен прежде всего своими трудами по медицине. Из наследия Ван Кэньтана наиболее значимыми являются «Люке чжэн чжичжун шэн» («Основы диагностики и лечения по шести направлениям»), где представлен его клинический опыт и объединены произведения медицинских книг до династии Мин, представлено описание синдромов и лечения различных заболеваний, «Гуцзинь и тун чженмо цюаньшу» («Полное собрание классической медицинской традиции от древности до современности», 1601 год), где собраны 44 классических медицинские произведения, «Чжэнь чжиу жуньшен» («Основы акупунктуры и прижигания»), «Й сюэ чженцзун» («Классическая медицина») и «Няньси бичень» («Записи Няньси»).
Участвовал в написании истории династии Мин. Также в его активе труда «Шан шу яочжи» («Сущность Книги истории»). Ван Кэньтан также сделал комментарий к «Лунь юя» Конфуция — «Лунь юй й фу».
В каллиграфии подражал стилю династии Цзинь, которым составил 10 цзюаней каллиграфических надписей «Юганчжай», которые почитались и изучались в течение всего периода Мин.